# Емма Віларасау
Емма Віларасау(6 квітня 1959, Барселона, Іспанія) — іспанська акторка театру та кіно. 

## Вибіркова фільмографія
- Без імені (1999)
- Голоси вночі (2003)

## Нагороди
- Премія Max (2014)
- Хрест Святого Юрія (2015)